# Joseph H. Eberly

Joseph H. Eberly

Joseph Henry Eberly (* 19. Oktober 1935 in Carlisle, Pennsylvania; † 30. April 2025) war ein US-amerikanischer Physiker, der sich mit Quantenoptik und Atomphysik befasste.

## Werdegang
Eberly studierte an der Pennsylvania State University mit Bachelor-Abschluss 1957 und an der Stanford University mit Master-Abschluss 1959 und Promotion 1962. Als Post-Doktorand war er am SLAC und am Naval Ordnance Laboratory. Ab 1965 war er an der University of Rochester tätig und wurde dort 1967 Assistant Professor, 1969 Associate Professor und 1976 Professor. Er war Andrew Carnegie Professor für Physik und Professor für Optik.
1980 beschrieb er als Erster den quantenmechanischen Effekt von Spontanem Kollaps und Wiederherstellung von Kohärenz (Spontaneous Collapse and Revival).
1987 demonstrierte er mit Jim Durnin als Erster Bessel-Strahlen, die er mit einer dünnen ringförmigen Öffnung erzeugte.
Er sagte 1994 die später beobachteten sich nicht ausbreitenden lokalisierten Rydberg-Zustände von Elektronen in Atomen (non-spreading localized states) voraus, die einem äußeren rotierenden elektromagnetischen Feld folgen (also nicht-stationär sind), als quantenmechanische Analogie der Bahnen der Trojaner-Asteroiden, die Jupiter auf seiner Umlaufbahn in den Lagrangepunkten des Jupiter-Sonne-Systems folgen.
2009 entdeckte er einen neuen Effekt, der die Quantenverschränkung stört (Early Stage Disentanglement, ESD, oder Plötzlicher Tod der Quantenverschränkung, Entanglement Sudden Death).
1994 erhielt er den Charles Hard Townes Award und 2010 die Frederic Ives Medal. 1983 erhielt er einen US Senior Scientist Award der Humboldt-Stiftung und war mit den Stipendiengeldern am Max-Planck-Institut für Quantenoptik. 1987 erhielt er die Marian-Smoluchowski-Medaille der Polnischen Physikalischen Gesellschaft. Er war Fellow der American Physical Society, deren Abteilung für Laserphysik er vorstand, und der Optical Society of America, deren Präsident er war. Er war Auswärtiges Mitglied der Polnischen Akademie der Wissenschaften.
Er war Gründungsherausgeber von Optics Express.

## Schriften
- mit Leslie C. Allen Optical Resonance and Two Level Atoms, Dover 1975
- mit Peter W. Milonni Lasers, Wiley 1988
- mit Milonni Laser Physics, Wiley 2010